# TT213
| p · n | i | mn · n |

| p · n | i | mn · n |

TT213 (Theban Tomb 213) è la sigla che identifica una delle Tombe dei Nobili ubicate nell'area della cosiddetta Necropoli Tebana, sulla sponda occidentale del Nilo dinanzi alla città di Luxor, in Egitto. Destinata a sepolture di nobili e funzionari connessi alle case regnanti, specie del Nuovo Regno, l'area venne sfruttata, come necropoli, fin dall'Antico Regno e, successivamente, sino al periodo Saitico (con la XXVI dinastia) e Tolemaico.

## Titolare
TT213 era la tomba di:
| Titolare | Titolo                                                          | Necropoli      | Dinastia/Periodo | Note                                                        |
| -------- | --------------------------------------------------------------- | -------------- | ---------------- | ----------------------------------------------------------- |
| Penamun  | Servo del Signore delle Due Terre; Servo nel Luogo della Verità | Deir el-Medina | XX dinastia      | alla sommità della fila, a nord della TT9 e a sud della TT4 |

## Biografia
Genitori del titolare furono Baki, Caposquadra e Servo del faraone nel Luogo della Verità (TT298), e Taysen. Nebtnuhet fu il nome di sua moglie; Unnefer e Khemwaset i nomi dei suoi figli (?).

## La tomba
TT213, il cui accesso avviene da un cortile, presenta una struttura esterna, la cappella, nel cui corridoio di accesso sono presenti i resti di un'immagine del defunto in offertorio con testi dedicatori. Una scala, al fondo di un pozzo verticale, adduce all'appartamento funerario; anche qui scarsi sono i resti di decorazioni parietali con i figli (?), Unnefer e Khaemwaset, in offertorio al genitore e, poco oltre, i resti di tre divinità femminili al sommo di un architrave.

### Annotazioni
1. ↑  La numerazione dei locali e delle pareti segue quella di Porter e Moss 1927, p. 308.
2. ↑  La prima numerazione delle tombe, dalla numero 1 alla 253, risale al 1913 con l'edizione del "Topographical Catalogue of the Private Tombs of Thebes" di Alan Gardiner e Arthur Weigall. Le tombe erano numerate in ordine di scoperta e non geografico; ugualmente in ordine cronologico di scoperta sono le tombe dalla 253 in poi.
3. ↑  I campi della Duat, ovvero l'aldilà egizio, si trovavano, secondo le credenze, proprio sulla riva occidentale del grande fiume.
4. ↑  Nella sua epoca di utilizzo, l'area era nota come "Quella di fronte al suo Signore" (con riferimento alla riva orientale, dove si trovavano le strutture dei Palazzi di residenza dei re e i templi dei principali dei) o, più semplicemente, "Occidente di Tebe".
5. ↑  le Tombe dei Nobili, benché raggruppate in un'unica area, sono di fatto distribuite su più necropoli distinte.
6. ↑  Le note, sovente di inquadramento topografico della tomba, sono tratte dal "Topographical Catalogue" di Gardiner e Weigall, ed. 1913 e fanno perciò riferimento alla situazione dell'epoca.
7. ↑  Set-Maat = "Luogo della Verità" era uno dei nomi con cui era noto il villaggio operaio di Deir el-Medina. Il villaggio era anche noto come Pa-demi, ovvero, semplicemente, "il villaggio".

### Fonti
1. 1 2 3  Porter e Moss 1927,  p. 310.
2. ↑  Gardiner e Weigall 1913.
3. ↑  Donadoni 1999,  p. 115.
4. 1 2  Gardiner e Weigall 1913, p. 34.
5. ↑  Gardiner e Weigall 1913, pp. 34-35.
6. ↑  Gardiner e Weigall 1913, p. 35.